# Wicd
Wicd, qui signifie Wireless Interface Connection Daemon, en français « service de connexion d'interface sans-fil », est un logiciel libre et Open-Source destiné à gérer à la fois les réseaux filaires et sans-fil sous GNU/Linux.

## Historique
Le projet a débuté fin 2006 par la création de « Connection Manager », lequel est finalement devenu « wicd ». Wicd a pour objectif de fournir une interface simple de connexion aux réseaux, avec une grande variété de paramètres.

## Description
Wicd se connecte automatiquement seulement aux réseaux sans-fil qui lui sont indiqués et ne se connectera pas automatiquement à un réseau inconnu.
Wicd prend en charge les systèmes de chiffrement sans-fil en utilisant wpa supplicant. Les utilisateurs peuvent créer leurs propres modèles, qui peuvent ensuite être utilisés par Wicd pour se connecter à une grande variété de réseaux utilisant n'importe quel type de chiffrement pris en charge par wpa_supplicant. Étant donné que Wicd n'utilise aucune dépendance GNOME, il peut facilement être utilisé avec Gnome, KDE, Xfce, Fluxbox, ou n'importe quel autre gestionnaire de fenêtres.
Wicd est séparé en deux composants majeurs : le daemon et l'interface utilisateur. Ces deux composants communiquent via D-Bus. Ce design permet à l'interface utilisateur de fonctionner en tant qu'utilisateur standard et au daemon en tant qu'utilisateur root. Ainsi l'utilisateur peut changer de réseau sans-fil sans avoir connaissance du mot de passe root. Le design interface/daemon séparés permet en outre à quelqu'un de coder une nouvelle interface pour le daemon Wicd, telle que wicd-qt.
Wicd est actuellement inclus dans certaines distributions GNU/Linux telles que Slackware, Zenwalk Linux, ou encore Debian GNU/Linux.

## Comparaison avec Network Manager
- Distingue deux points d'accès possédant le même SSID mais des BSSID (ou adresses MAC) différents, avec l'inconvénient en cas de panne d'un des points d'accès.
- Ne possède pas de dépendances GNOME et est donc indépendant de l'environnement. Le client utilise GTK (interface graphique) ou curses (interface texte).
- Fournit la liste des réseaux dans une fenêtre au lieu d'un menu déroulant depuis l'icône du tableau de bord (mais il le peut aussi).
- Ne se connecte pas à un réseau filaire tant que l'utilisateur ne le lui a pas ordonné.
- Ne se connecte pas à un réseau sans-fil tant que l'utilisateur ne le lui a pas ordonné.
- Dans les deux cas, il peut quand même se connecter automatiquement à un réseau qu'il connait.
- Permet l'utilisation de DNS statiques et/ou d'une configuration IP statique, pour les réseaux filaires et sans-fil.
- Ne gère ni les VPN, ni le PPPoE/DSL.